# Ralf Hütter
Ralf Hütter, nemški glasbenik, * 20. avgust 1946, Krefeld, Nemčija.
Hütter je eden izmed ustanoviteljev elektronske glasbene skupine Kraftwerk. Je glavni vokalist, klaviaturist in, kot se govori, njen vodja - običajno je on tisti, ki sodeluje pri (izredno redkih) intervjujih. Njegov globok, opazno poudarjen tenorski glas je prepoznavni znak skupine.

## Kariera
Ralf Hütter in Florian Schneider-Esleben sta ustanovila Kraftwerk leta 1970. Spoznala sta se že leta 1968. Sprva sta študirala na Umetnostni akademiji v Remscheidu, nato na Akademiji Roberta Schumana v Düsseldorfu, kasneje pa sta skupaj igrala v skupini improvizacijske glasbe Organisation.
Ralf Hütter je navdušen kolesar. Leta 1983 je bil v obdobju snemanja albuma Techno Pop udeležen v hudi kolesarski prometni nesreči. Snemanje je bilo prekinjeno, izdani so bili le singl »Tour de France« ter demo posnetka »Techno Pop« in »Sex Object«. Hütter je bil v bolnišnici več mesecev. Karl Bartos je kasneje izjavil, da je bila prva stvar, ki jo je rekel Hütter, ko se je zbudil iz kome: »Kje je moje kolo?«. To je Hütter kasneje v intervjuju za časopis The Guardian zanikal.